# Svatý Jáchym
Svatý Jáchym (Joachim, Joakim, Jehoiakim, Eliakim, Eli) a svatá Anna byli dle legendy rodiče Panny Marie. V kanonických evangeliích, která tvoří Nový zákon, o nich zmínky nejsou. Jejich jména jsou uvedena v apokryfním evangeliu svatého Jakuba.

## Život

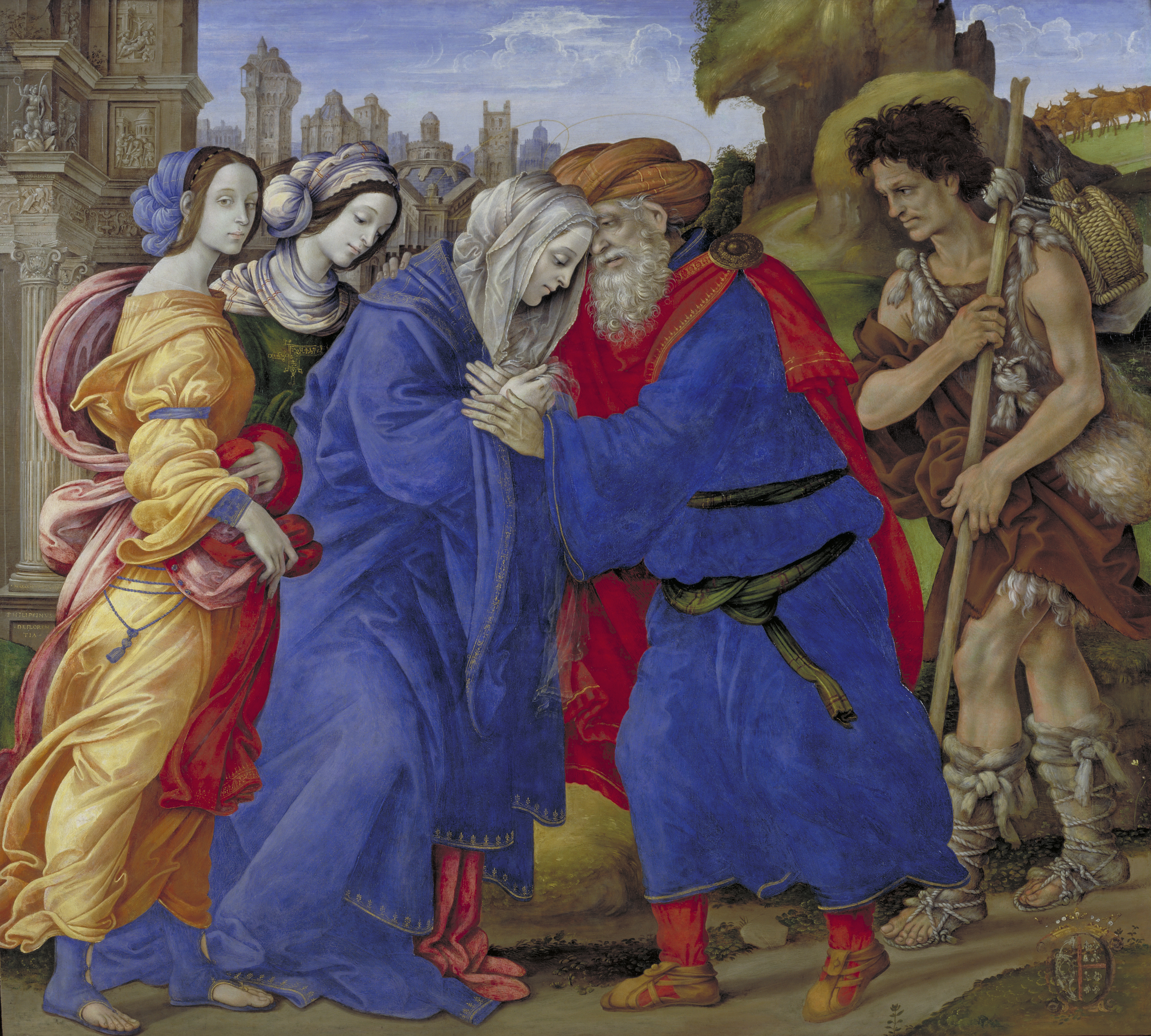
Filippo Lippi: Setkání Jáchyma s Annou před Zlatou bránou v Jeruzalémě (1497), Národní muzeum Kodaň

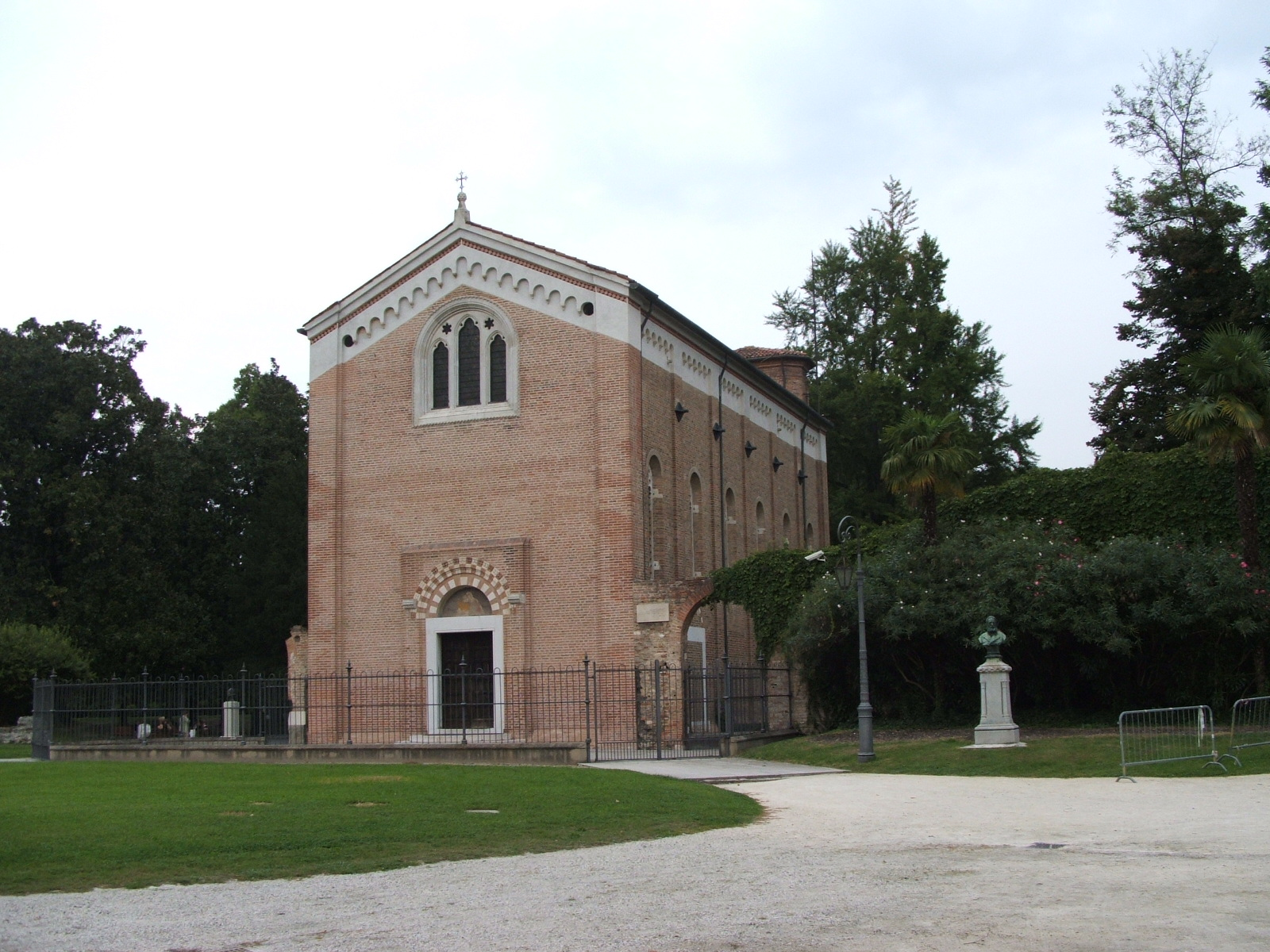
Cappella degli Scrovegni v Padově

Svatý Jáchym údajně pocházel z Galileje, byl z pokolení Judova a jeho původ byl odvozován od krále Davida. Byl to zámožný a milosrdný muž, s manželkou rozdělovali výtěžek pastýřského zaměstnání vždy na tři díly. Na oběť chrámu, druhý díl pro chudé a teprve poslední díl užívali pro sebe. Nikdy netrpěli nedostatkem.
Jáchym však velmi trpěl tím, že za dvacet let manželství s Annou se jim nepodařilo zplodit dítě. Neplodnost se tehdy považovala za boží trest. Jednoho dne chtěl Jáchym obětovat v chrámu, ale kněz ho z chrámu vyhnal a nedovolil mu učinit oběť za narození dítěte. Ponížený muž se nevrátil ke své ženě domů, odešel za svými pastýři do pustiny ven z Jeruzaléma a modlil se čtyřicet dní k Bohu. V pustině se mu zjevil anděl a podle Zlaté legendy k němu velmi dlouho hovořil. Ve vidění Kateřiny Emerichové byl zvěstovatelem sám archanděl Gabriel.
Anděl Jáchymovi řekl, že až se vrátí do Jeruzaléma, potká u Zlaté brány svou ženu Annu. Ta bude velmi zneklidněna kvůli jeho nepřítomnosti, ale bude mít velkou radost, až ho spatří. Tak se i stalo. Skutečně se jim přes vysoký věk narodila dcera, které dali jméno Maria. Svoji dceru Marii, „od Boha milovanou“, zasvětili již ve třech letech v Jeruzalémském chrámu, kde jí umožnili další výchovu. Otec Jáchym zemřel krátce po jejím narození. Početí Panny Marie jejími rodiči bylo později v důsledku teologických reflexí nazváno „neposkvrněné“.

## Úcta

### Zobrazení příběhu

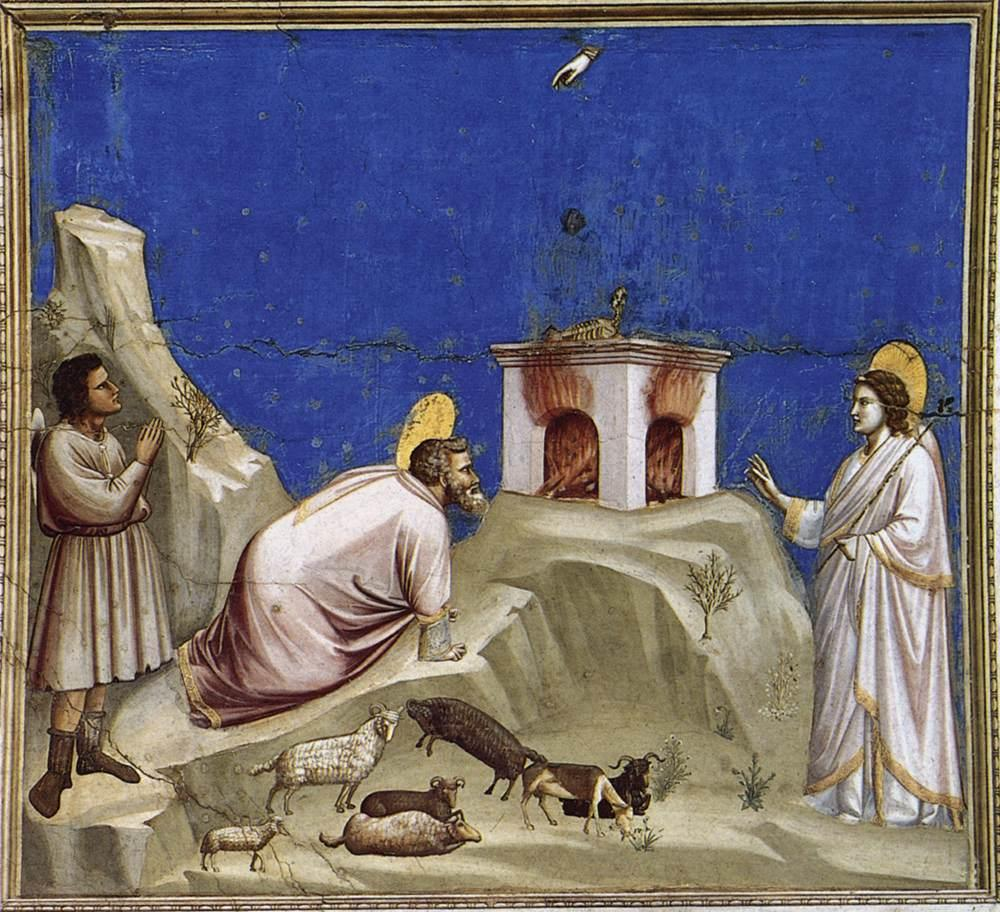
Svatý Jáchym přinášející oběť, Giotto di Bondone, Cappella degli Scrovegni v Padově

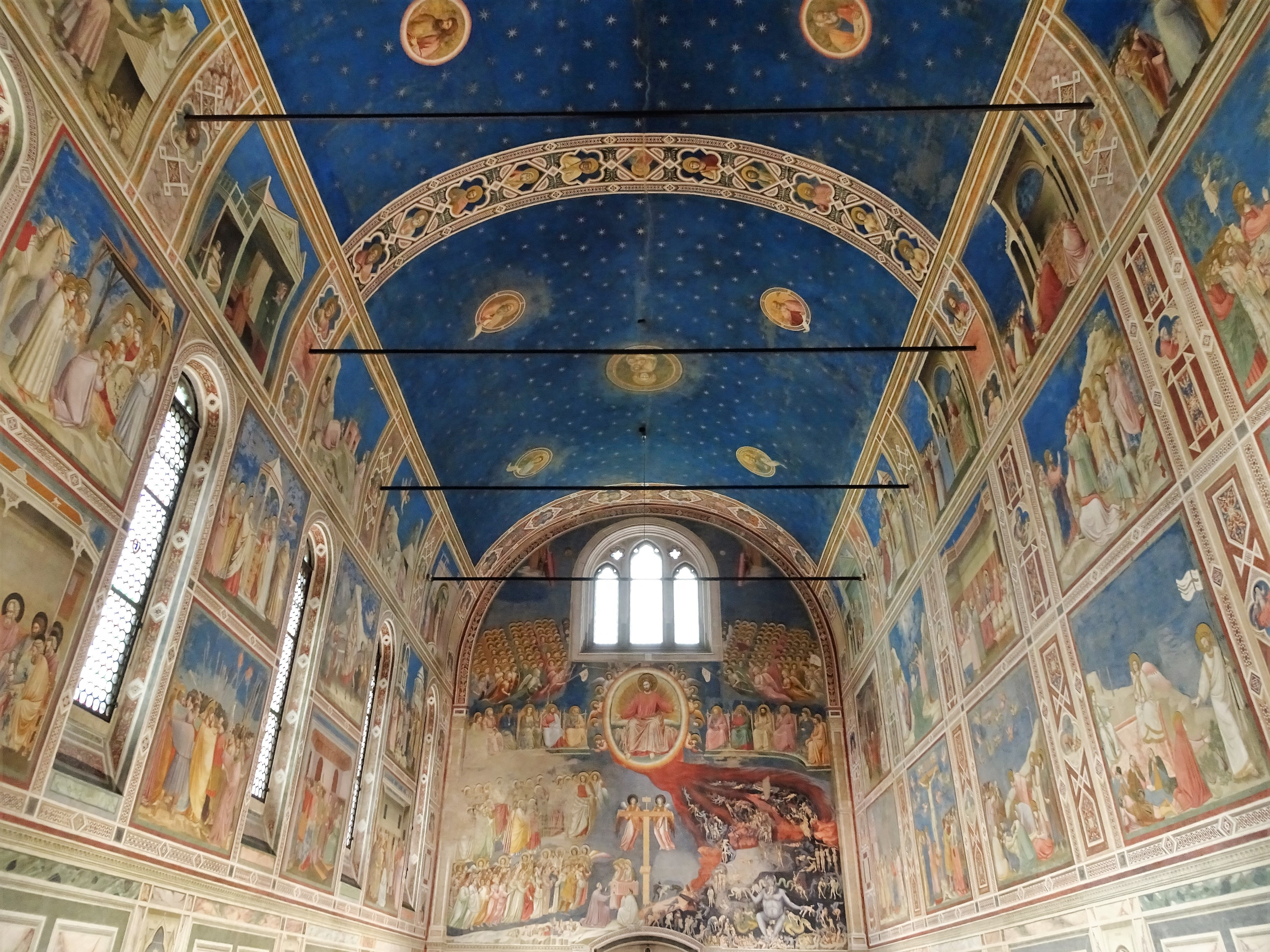
Fresky v Cappella degli Scrovegni

Nejznámějším středověkým zobrazením příběhu je cyklus fresek od Giotta di Bondone v kapli Scrovegniů v Padově z roku 1306. Najdeme tam odmítnutí Jáchymovy oběti, zvěstování, setkání manželů u Zlaté brány i narození Panny Marie.

### Ikonografie a atributy
Scény z příběhu podle apokryfů nebo podle Zlaté legendy byly oblíbeným tématem malířů až do Tridentského koncilu (1545 až 1563), na němž bylo zobrazování apokryfních scén zakázáno. Tradičně je svatý Jáchym zobrazován s lopatou. Jeho atributy jsou i beránek, dítě, pár holubic nebo koš.

### Patrocinia
- Kostel sv. Jáchyma a Anny v Jáchymově (1540) patří k nejstarším chrámům tohoto zasvěcení
- Kostel sv. Jáchyma  a Anny v Dürrenu (severní Porýní-Vestfálsko)
- Italské chrámy sv. Jáchyma se datují od počátku baroka po 19. století: Řím (Santi Gioacchino e Anna alle Quattro Fontane 1611), Messina (1645),  Palermo (San Gioacchino all'Olivella, 1727), Turín (1880), Milán (1885)
- Patron města Jáchymova, spolupatron měst Santiago de Chile, Cordóba
- Patron manželských párů, truhlářů a obchodníků s plátnem. K Anně se obracejí především prosebníci za šťastný sňatek a manželství, za požehnání dětí, za šťastný porod. Oba jsou vzorem pro všechny prarodiče.

### Svátek
Svátek sv. Jáchyma byl v římském martyrologiu určen na 16. srpna. V současnosti se slaví jako památka, hlavní svátek je v římskokatolické církvi spojen se svátkem svaté Anny 26. července. 9. září slaví ortodoxní církve. Jméno Jáchym se překládá jako „příprava na Spasitele“ nebo „bude Bohem vyvýšen.“ Jméno Anny znamená „milostiplná,“ „omilostněná“ nebo „laskavá.“ Obě jména tak mají předspasitelský charakter. U sv. Anny vždy bylo zdůrazňováno, že je matkou Bohorodičky a babičkou Ježíše Krista. 